# 德哈維蘭加拿大DHC-6
德哈維蘭加拿大 DHC-6 雙水獺（英語：de Havilland Canada DHC-6 Twin Otter）是 德哈維蘭加拿大所研發的一款19人座短距離起降（STOL）多用途運輸機，目前由維京航空以維京航空 DHC-6  雙水獺（Viking Air DHC-6 Twin Otter）名義生産。因簡單的固定式起落架設計、短場起降及高爬升率能力，使其廣泛作貨運、支線運輸及醫療專機之用，另於地形測繪、高空跳傘活動也有採用，而在多國軍隊也能見其身影。

## 機型

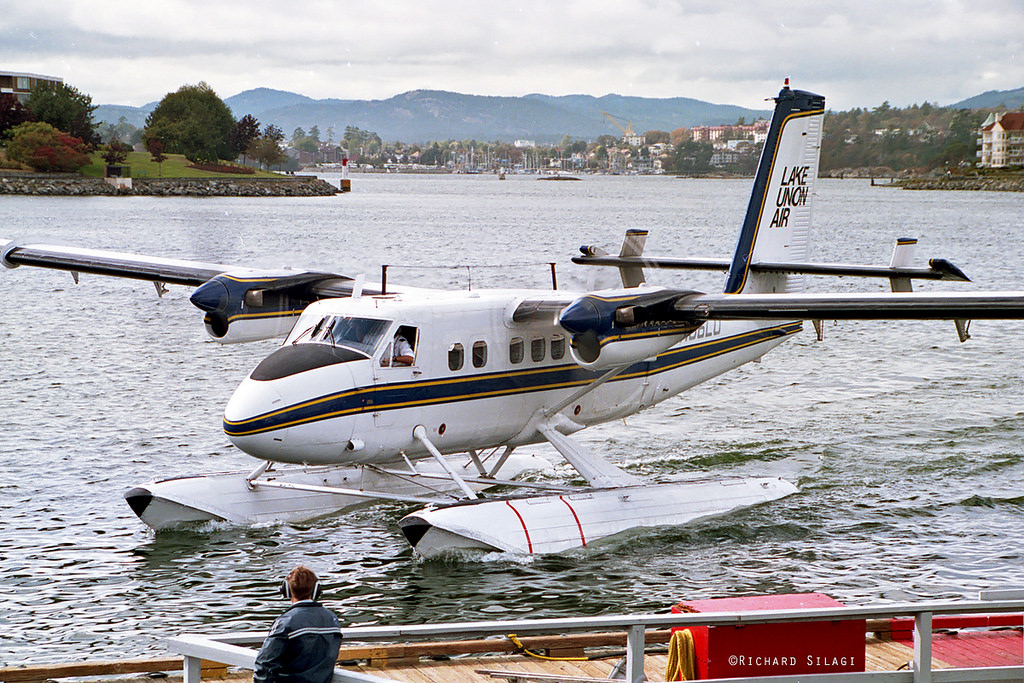
一架水陸兩用的DHC-6降落在卑詩省維多利亞港降落

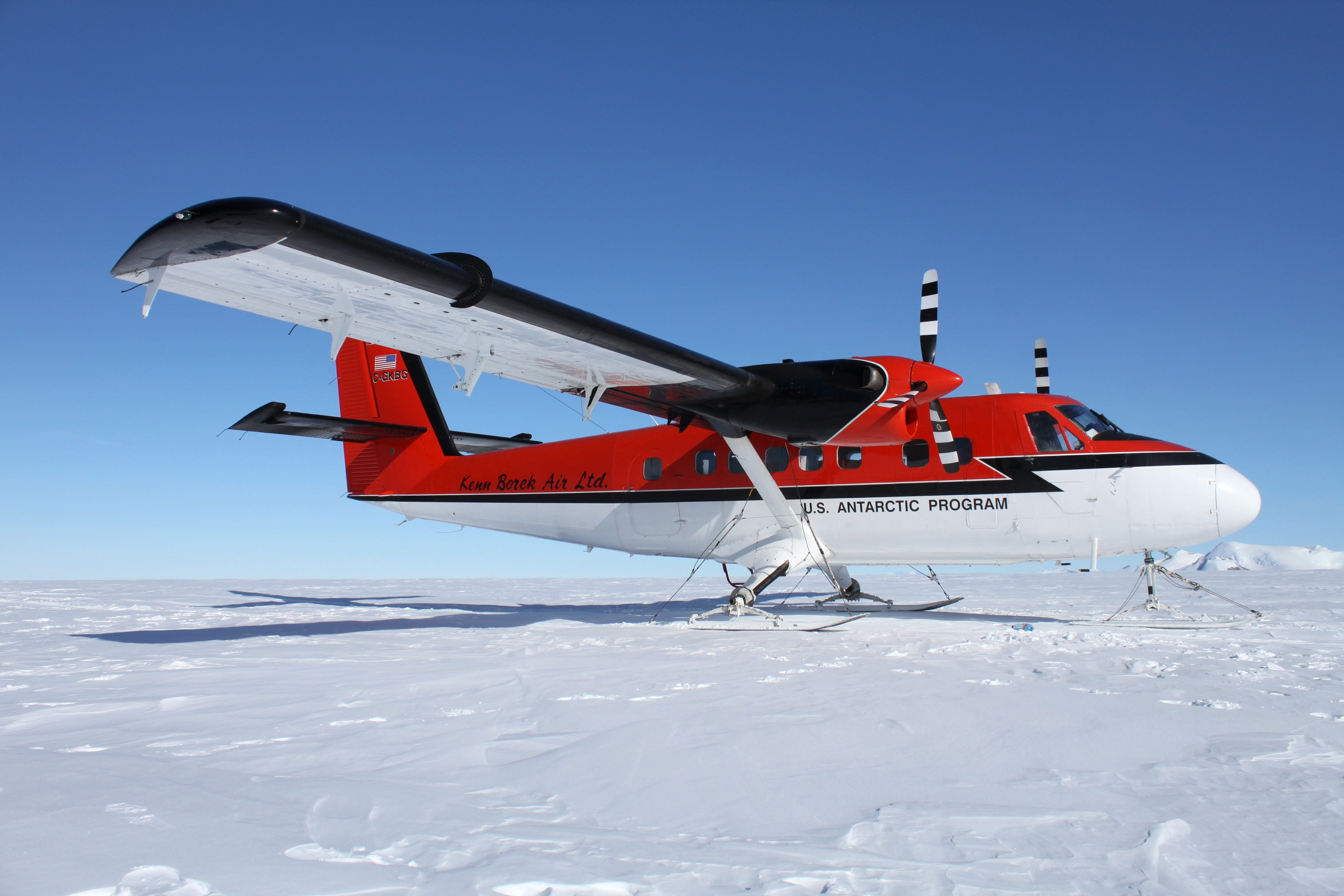
一架裝有雪橇的美國極地科研計劃運輸機降落在南極半島

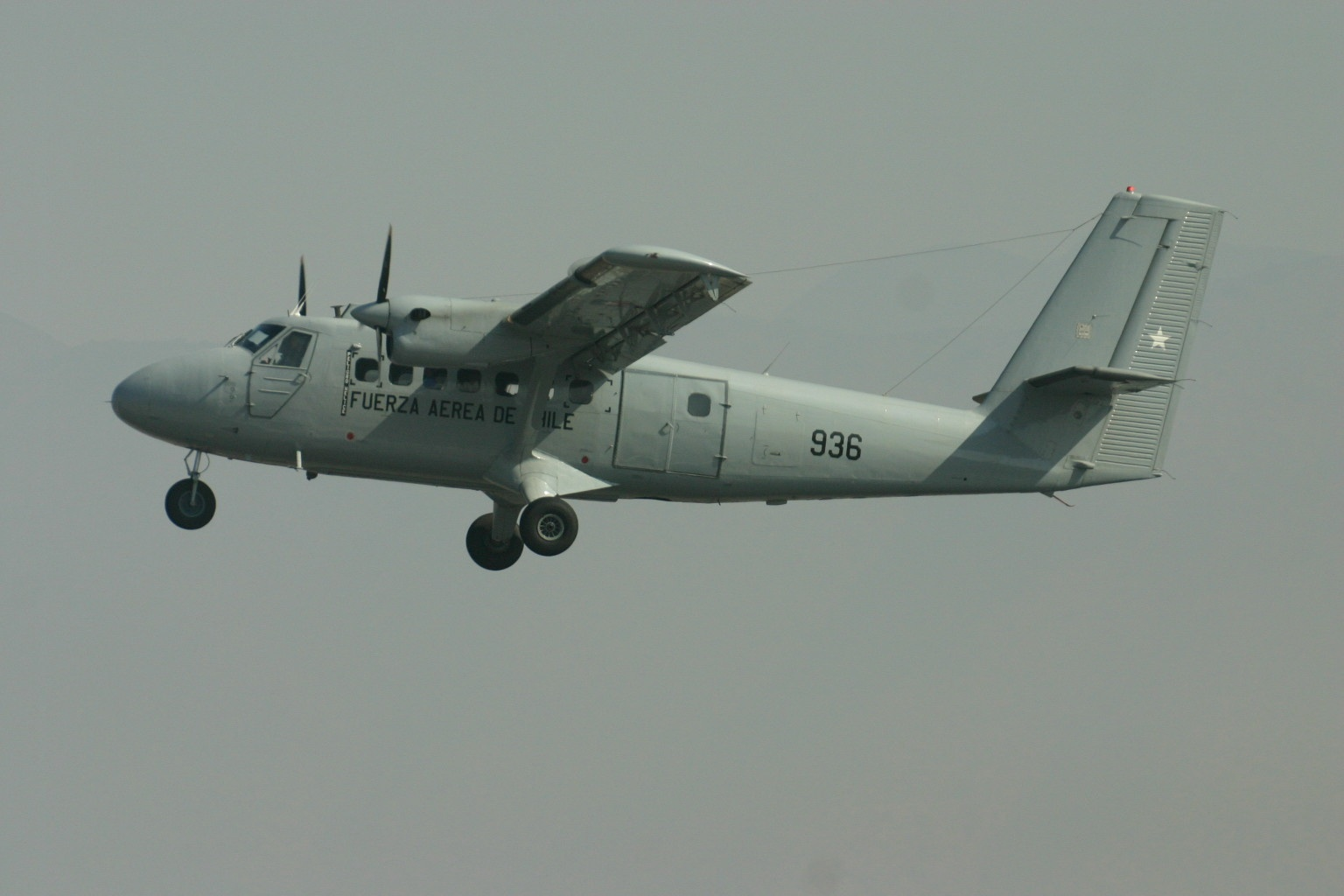
智利空軍的一架DHC-6離陸中

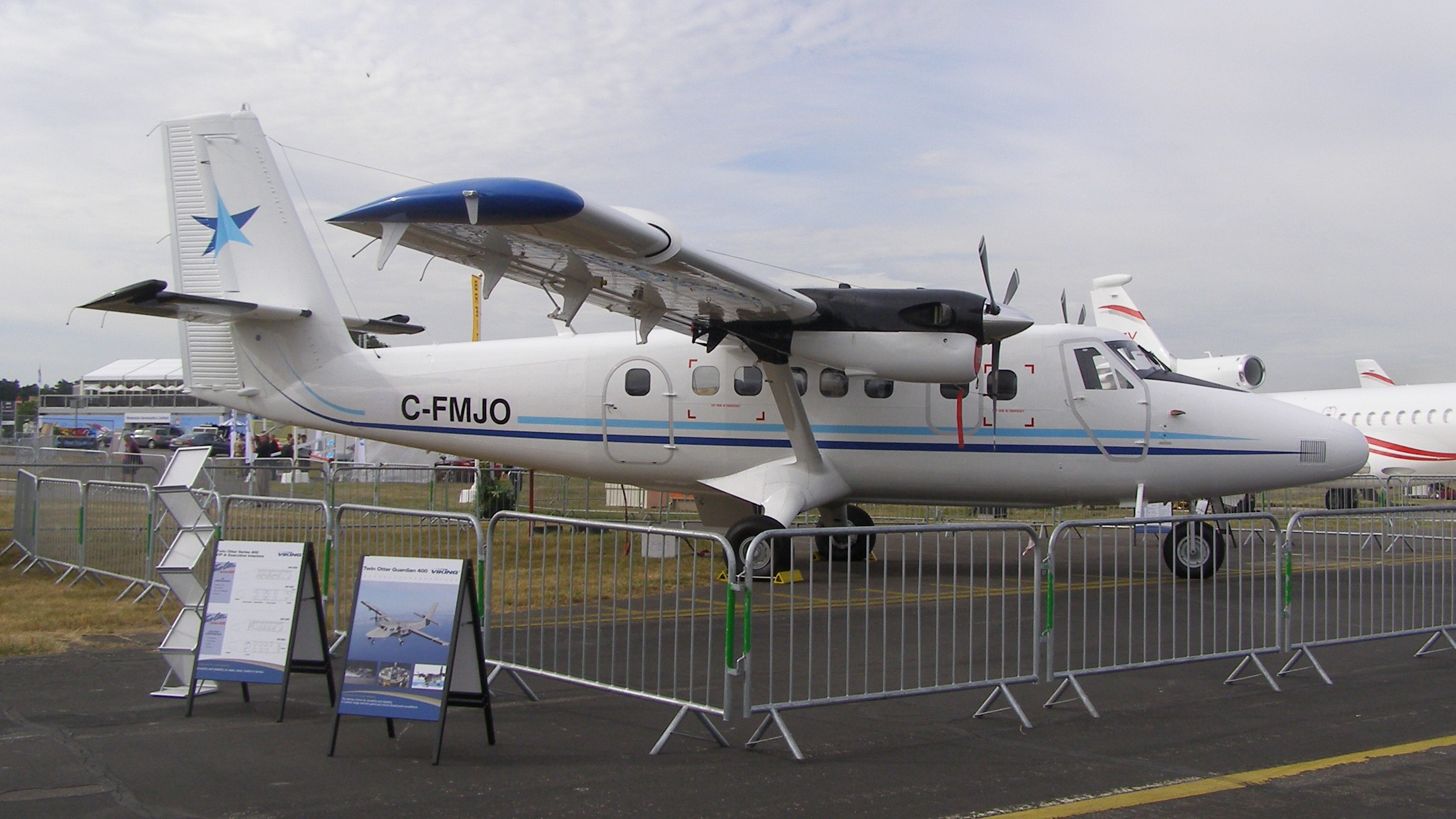
維京航空重新生產的初號機於2010年法茵堡航空展展出

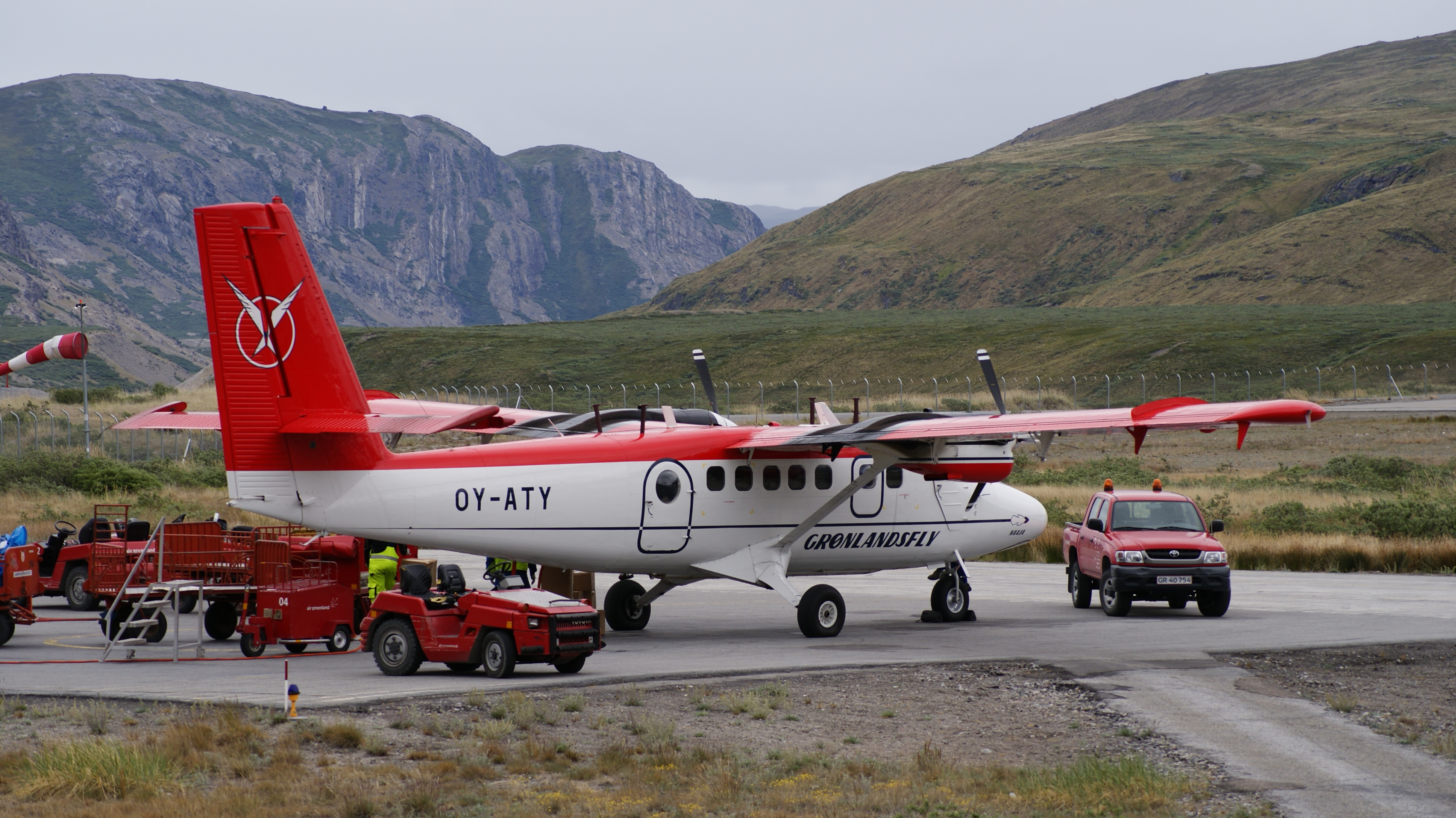
格陵蘭航空的DHC-6(目前已退役)在康克魯瓦機場，其使用權為峰會營。

### 德哈維蘭加拿大
德哈維蘭加拿大在被兼併前共推出100、200、300、400等4種系列的飛機。

#### DHC-6 100系列
- DHC-6 100：搭載普惠PT6A-20引擎的雙發短距離起降運輸機
- DHC-6 110：為符合英國民航法規的衍生型號[3]

#### DHC-6 200系列
- DHC-6 Series 200：100系列性能提升版
- DHC-6 210：為符合英國民航法規的衍生型號

#### DHC-6 300系列
- DHC-6 300：搭載普惠PT6A-27（英语：PT6A-27）引擎的雙發短距離起降運輸機
- DHC-6 310：為符合英國民航法規的衍生型號
- DHC-6 320：為符合澳洲民航法規的衍生型號
- CC-138：為加拿大軍方訂製的搜救及支援運輸機，基於300型設計，目前擁有4架。[4]
- UV-18A：為美國阿拉斯加國民警衛兵生産的版本，加配浮筒及雪橇，用以取代軍用版DHC-3（英语：DHC-3），後被薛特C-23B+取代。[5]
- UV-18B：為美國空軍學院生産的空投訓練用機型，空軍學院擁有三架作訓練使用[6]，另三架供學院空降表演用。[5]

#### DHC-6 400系列
維京航空加拿大自龐巴迪航太公司收購德哈維蘭加拿大所有設計認證（Dash 8 除外）後，在2008年起經改良以「400系列」名義推出市場。
- DHC-6 400：2010年7月首次交付，由兩具普惠PT6A-34引擎提供動力，備有多種起落架選項可供選擇。
- DHC-6 400S：經重新設計的7人座海上版本，預計於2017年交付。[7]
- UV-18C：為美軍生産的軍用版本，於2013年交付。[8]

## 性能諸元
| 機組                          | 1-2                                             | 1-2                                             | 1-2                                               |
| 座位                          | 19                                              | 20                                              | 19                                                |
| 長度                          | 51英尺9英寸（15.77米）                          | 51英尺9英寸（15.77米）                          | 51英尺9英寸（15.77米）                            |
| 翼展                          | 65英尺（19.8米）                                | 65英尺（19.8米）                                | 65英尺（19.8米）                                  |
| 翼面積                        | 420 sq ft（39 m2）                              | 420 sq ft（39 m2）                              | 420 sq ft（39 m2）                                |
| 淨重                          | 5,850磅 （2,650）                               | 7,415磅 （3,363）                               | 6,881磅 （3,121）                                 |
| 高度                          | 19英尺4英寸（5.9米）                            | 19英尺4英寸（5.9米）                            | 19 ft 6 in (5.94 m)                               |
| 最大起飛重量 (MTOW)           | 11,566磅 （5,246）                              | 12,500磅 （5,700）                              | 12,500磅 （5,700）                                |
| 最大降落重量                  | 11,566磅 （5,246）                              | 12,300磅 （5,600）                              | 12,300磅 （5,600）                                |
| 最大巡航速率                  | 160 kn（300 km/h，巡航高度）                    | 170 kn（310 km/h，巡航高度）                    | 170 kn（310 km/h，巡航高度）                      |
| 巡航速率                      | 150 kn（280 km/h，巡航高度）                    | 150 kn（280 km/h，巡航高度）                    | 150 kn（280 km/h，巡航高度）                      |
| 最大航距 （油箱加滿；無載重） | 771 nmi（1,428 km）                             | 775 nmi（1,435 km）                             | 799 nmi（1,480 km） 989 nmi（1,832 km，加掛油箱） |
| 最大燃油容量                  | 1,447公升                                       | 1,421公升                                       | 1,466公升 1,811公升（加掛油箱）                   |
| 實用升限                      | 25,000 ft (7,620 m)                             | 25,000 ft (7,620 m)                             | 25,000 ft (7,620 m)                               |
| 發動機 （×2）                 | 普惠 PT6A-20                                    | 普惠 PT6A-27                                    | 普惠 PT6A-34                                      |
| 爬升率                        | 1,600 ft/min（8.1 m/s）                         | 1,600 ft/min（8.1 m/s）                         | 1,600 ft/min（8.1 m/s）                           |
| 功重比                        | 0.12 hp/lb (0.20 kW/kg) 或 8.33 lb/hp (5 kg/kW) | 0.12 hp/lb (0.20 kW/kg) 或 8.33 lb/hp (5 kg/kW) | 0.12 hp/lb (0.20 kW/kg) 或 8.33 lb/hp (5 kg/kW)   |
| 來源：                        |                                                 |                                                 |                                                   |

## 事故
- Widerøe航空933號班機（英语：Widerøe Flight 933）
- 莫雷阿航空1121號班機空難
- 雪人航空1199號班機空難
- 雪人航空103号班机空难

## 外部連結
- de Havilland DHC-6 Twin Otter website by Neil Aird （页面存档备份，存于）
- de Havilland DHC-6 Twin Otter blog by Erik Johannesson （页面存档备份，存于）
- 官方网站
- YouTube上的DHC-6 組裝影片